# Акаго

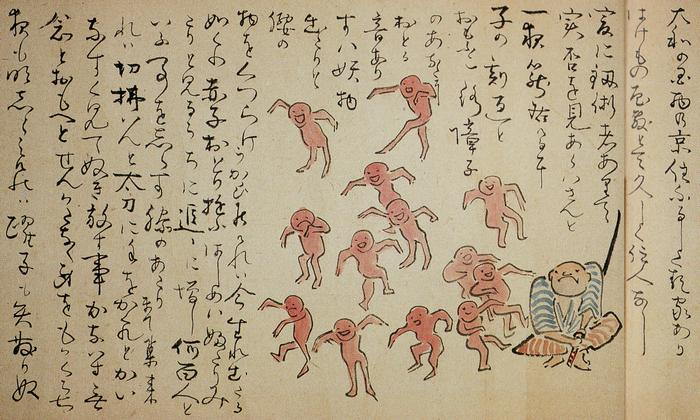
Рисунок 1 (см. текст). Иллюстрация к «Бакэмоно эмаки»

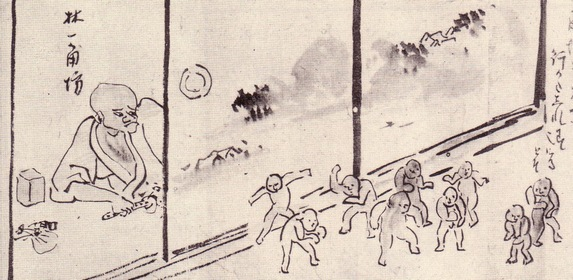
Рисунок 2 (см. текст). Иллюстрация к «Бусон ёкай-эмаки»

Акаго (яп. 赤子, буквально: «красные дети») — призрачные духи красных детей в фольклоре японских провинций Нагано и Ямато (современная префектура Нара).

## Легенды об акаго

### Префектура Нагано
Легенда из префектуры Нагано гласит, что эти духи живут у города Омати на дне озера Кидзаки, одном из «трёх озёр Нисины», которые также включают в себя озёра Аоки и Накацуна. Эти призраки выглядят как краснокожие дети, которым на вид 11-12 лет. Хотя рыбаки с лодки могут наблюдать за акаго, находящимися под водой, но эти подглядывания идут людям во вред.

### Провинция Ямато
В иллюстрации к свитку «Бакэмоно эмаки» неизвестного автора периода Мэйдзи (см. рисунок 1) приводится рассказ «Тайна Акаго»: существовал заброшенный дом, к которому никто из людей не смел приблизиться, поскольку думали, что это дом с привидениями. Один храбрый фехтовальщик, захотел сам посмотреть на призраков, и остался в здании на ночь. Когда наступила полночь, то по другую сторону раздвижных дверей сёдзи послышались звуки танцев. Фехтовальщик заглянул за перегородку и обнаружил там множество пляшущих детей, число которых всё возрастало и, наконец, достигло нескольких сотен. В момент, когда фехтовальщик попытался вытащить свой клинок, чтобы напасть на духов, его рука онемела и стала неподвижной, так что он ничего не мог сделать до самого рассвета, когда все акаго исчезли.

### «Бусон ёкай-эмаки»
Эти призраки, в том числе, появляются в иллюстрациях к свитку «Бусон ёкай-эмаки» поэта хайку Ёсы Бусона (см. рисунок 2). В свитке описывается случай со священником, который остановился в васицу Огасавары. В середине ночи вдруг послышалось, как кто-то танцует в соседней комнате. Когда священник заглянул туда, то его конечности неожиданно онемели, и он увидел тысячи голых детей, кружащихся в шумном танце. На рассвете видение пропало.